# McClellands Theorie der gelernten Bedürfnisse
Die Theorie der gelernten Bedürfnisse wurde von dem Psychologen David McClelland vorgeschlagen und ist ein motivationales Modell, das erklären soll, wie die Bedürfnisse nach Erfolg, Zusammengehörigkeit und Macht die Handlungen von Menschen beeinflussen. Das Modell wurde in den 1960er Jahren entwickelt, zwei Jahrzehnte nachdem Maslows Hierarchie der Bedürfnisse in den frühen 1940er Jahren zum ersten Mal vorgeschlagen wurde. McClelland betonte, dass wir alle diese drei Arten von Motivation haben, unabhängig von Alter, Geschlecht, Rasse oder Kultur. Die Art der Motivation, von der ein Individuum angetrieben wird, leitet sich aus seinen Lebenserfahrungen und den Ansichten seiner Kultur ab. Diese Bedürfnistheorie wird oft in Kursen über Management oder organisationales Verhalten unterrichtet.

## Bedürfnis nach Erfolg
Personen, die ein Bedürfnis nach Erfolg haben, bevorzugen es, an Aufgaben von moderater Schwierigkeit zu arbeiten, bei denen die Ergebnisse auf ihre Anstrengungen und nicht auf etwas anderem basieren, um Rückmeldungen zu ihrer Arbeit zu erhalten. Individuen, die auf Erfolg ausgerichtet sind, tendieren dazu, Situationen mit hohem sowie niedrigem Risiko zu vermeiden. Situationen mit niedrigem Risiko werden als zu einfach angesehen, um gültig zu sein, hohes Risiko dagegen wird als mehr auf dem Glück der Situation als auf den Erfolgen, die das Individuum erzielt hat, basierend gesehen. Dieser Persönlichkeitstyp wird durch die Erfüllung im Arbeitsplatz und eine Beschäftigungshierarchie mit Beförderungs-Positionen motiviert.

## Bedürfnis nach Zusammengehörigkeit
Personen, die ein Bedürfnis nach Zusammengehörigkeit haben, bevorzugen es, Zeit damit zu verbringen, soziale Beziehungen aufzubauen und aufrechtzuerhalten, genießen es, Teil von Gruppen zu sein und haben das Verlangen, geliebt und akzeptiert zu werden. Menschen in dieser Gruppe halten sich tendenziell an die Normen der Kultur am Arbeitsplatz und ändern in der Regel nicht die Normen des Arbeitsplatzes aus Angst vor Ablehnung. Diese Person bevorzugt Zusammenarbeit gegenüber Wettbewerb und mag keine Situationen mit hohem Risiko oder hoher Unsicherheit. Menschen, die ein Bedürfnis nach Zusammengehörigkeit haben, arbeiten gut in Bereichen, die auf sozialen Interaktionen basieren, wie zum Beispiel Kundenservice oder anderen Positionen mit einem hohen Anteil an Kundenkontakt.

## Bedürfnis nach Macht
Personen, die ein Bedürfnis nach Macht haben, bevorzugen es zu arbeiten und legen großen Wert auf Disziplin. Der Nachteil dieses Bedürfnisses besteht darin, dass Gruppenziele im Wesentlichen als Nullsummenspiel wahrgenommen werden, d. h. damit eine Person gewinnt, muss eine andere verlieren. Dies kann jedoch positiv angewendet werden, um Gruppenziele zu erreichen und anderen in der Gruppe ein Gefühl der Kompetenz zu vermitteln. Eine Person mit einem ausgeprägten Bedürfnis nach Macht legt Wert auf sozialen Status, Gewinn von Argumenten, Wettbewerb und das Beeinflussen anderer. Weiterhin zeigen diese Personen ein Bedürfnis nach persönlichem Prestige und den ständigen Wunsch nach einem höheren persönlichen Status.

## Schlussfolgerungen
McClellands Forschung hat gezeigt, dass 86 % der Bevölkerung in einer, zwei oder allen drei dieser drei Arten von Motivation dominant sind. Seine nachfolgende Forschung, die 1977 in dem Artikel "Power is the Great Motivator" im Harvard Business Review veröffentlicht wurde, ergab, dass diejenigen in Führungspositionen ein hohes Bedürfnis nach Macht und ein geringes Bedürfnis nach Zusammengehörigkeit hatten. Seine Forschung ergab auch, dass Menschen mit einem hohen Bedürfnis nach Erfolg am besten abschneiden, wenn sie Projekte erhalten, bei denen sie durch ihre eigenen Anstrengungen erfolgreich sein können. Obwohl Individuen mit einem starken Bedürfnis nach Erfolg erfolgreiche untere Führungskräfte sein können, werden sie in der Regel vor Erreichen von Führungspositionen aussortiert. Er fand auch, dass Menschen mit einem hohen Bedürfnis nach Zusammengehörigkeit möglicherweise keine guten Top-Manager sind, aber im Allgemeinen glücklicher sind und in nicht-Führungsrollen wie dem diplomatischen Dienst sehr erfolgreich sein können.